# Лісова Світлана Валеріївна
Світла́на Вале́ріївна Лісова́ (нар. 16 листопада 1946 року, Рівне) — педагог, доктор педагогічних наук (1996), професор (2005).

## Біографічні дані
Народилася 16 листопада 1946 року в Рівному.
У 1988 році закінчив Рівненський педагогічний інститут, де й працює з 1991 (з перервою): з 2013 — завідувач кафедри теорії та методики професійної освіти. З 1997 по 2000 — завідувач кафедри педагогіки і психології Рівненського інституту слов'янознавства Київського інституту «Слов'янський університет». З 2000 по 2001 — професор кафедри педагогіки, з 2001 по 2002 — декан факультету довузівської підготовки та післядиплом. освіти, з 2002 по 2004 — декан педфакультету, з 2004 по 2013 рік — директор Інституту педагогічної освіти Міжнародного еконономічно-гуманітарного університету.

## Наукова робота:
Наукові дослідження: трудове навчання і професійна орієнтація учнів та студентів; вдосконалення навчально-виховного процесу в школі та ЗВО; забезпечення якості освіти у контексті євроінтеграційних процесів; теоретично-методологічні засади особистісно орієнтованої освіти. Авторка розділів у книгах «Професійна педагогічна освіта: акме-синергетичний підхід» (2011), «Теоретичні і прикладні аспекти розвитку креативної освіти у вищій школі» (2012), «Професійна педагогічна освіта: структура педагогічних знань» (2014; усі — Житомир) та інших.
Авторка понад 500 наукових праць, серед яких монографії, навчально-методичні посібники, методичні рекомендації, статті у збірниках наукових праць тощо.

### Основні праці
За ЕСУ:
- Формування культури праці в учнівської молоді. — Р., 1995;
- Прогресивні педагогічні технології й освітні моделі // Оновлення змісту, форм і методів навчання: Зб. наук. пр. Р., 2005. — Вип. 23;
- Порівняльна педагогіка: навч.-метод. посіб. — Р., 2008;
- Естетична культура особистості як складова підготовки майбутнього фахівця в системі професійної освіти // Вісн. Житомир. університету. Сер. Пед. науки. — 2010. — Вип. 50[1].